# Boyraz
Boyraz ist ein türkischer männlicher Vorname griechischer Herkunft sowie Familienname.

## Namensträger

### Familienname
- İlknur Boyraz (* 1970), türkische Schauspielerin
- Mehmet Eren Boyraz (* 1981), türkischer Fußballspieler